# کارلو چاتریان
کارلو چاتریان (انگلیسی: Carlo Chatrian؛ زادهٔ ۹ دسامبر ۱۹۷۱) روزنامه‌نگار، و نویسنده اهل ایتالیا است. وی در حال حاضر مدیر جشنواره بین‌المللی فیلم برلین (برلیناله) است. وی پیش از این مدیر جشنواره فیلم نوآر کورمایر و جشنواره لوکارنو بود. چاتریان در سال ۱۹۹۴ فارغ‌التحصیل رشته ادبیات و فلسفه از دانشگاه تورین شد.